# Vărădia de Mureș
Vărădia de Mureș (en hongrois : Tótvárad, en allemand : Waradia) est une commune du județ d'Arad, Roumanie qui compte 1 755 habitants.
La commune est composée de 6 villages : Baia, Julița, Lupești, Nicolae Bălcescu, Stejar et Vărădia de Mureș.

## Culture
D'après le recensement de 2011, la commune compte 1 755 habitants, en forte baisse par rapport au recensement de 2002 où elle en comptait 2 112.